# 计算机语言
计算机语言（computer language），也稱為电脑語言（Computerese），指用于人与计算机之间通讯的语言，是人与计算机之间传递信息的媒介。但是其概念比通用的编程语言要更广泛。例如，HTML是置标语言，也是计算机语言，但并不是编程语言。

## 延伸阅读
- 自然语言